# Шагин-Гирей (корвет, 1811)
«Шагин-Гирей» — парусный корвет турецкого, а затем русского флота, участник русско-турецкой войны 1806—1812 года.

## Описание корвета
20-пушечный корвет с деревянным корпусом. Назван в честь Шагин-Гирея, последнего крымского хана, отрекшегося от престола в 1783 году, после чего Крымское ханство было присоединено к России.

## История службы
Корвет «Шагин-Гирей» был построен для турецкого флота. Принимал участие в русско-турецкой войне 1806—1812 года на стороне Турции. В июле 1811 года вместе с фрегатом «Магубей-Субхан» находился в Пендераклии.
24 июля (5 августа) 1811 года к Пендераклии подошёл отряд русских судов под командованием капитана 1-го ранга М. Т. Быченского, в составе двух линейных кораблей «Мария» и «Анапа». В порт русские корабли заходили под турецкими флагами и стали на расстоянии картечного выстрела от турецких судов. «Мария» под командованием М. Т. Быченского напротив фрегата, а «Анапа» под командованием капитана 2-го ранга С. И. Стулли напротив корвета. Корвет пытался уйти под прикрытие батарей, но «Анапа» зашла ему под корму на расстояние пистолетного выстрела и, спустив турецкий флаг и подняв русский, открыла огонь с обоих бортов, принудив корвет стать на якорь и спустить флаг, а береговые батареи замолчать. Фрегат спустил флаг, как только на «Марии» был поднят русский флаг. Вместе с турецкими судами были взяты в плен 35 офицеров и 239 матросов. Назначив на пленные суда своих офицеров и команду, М. Т. Быченский увел отряд для соединения с эскадрой вице-адмирала P. P. Галла. Захваченные фрегат и корвет вошли в состав Черноморского флота под своими настоящими именами «Магубей-Субхан» и «Шагин-Гирей». К концу июля «Шагин-Гирей» пришёл от Пендераклии в Севастополь. Корвет продолжил участие в русско-турецкой войне 1806—1812 года в составе Черноморского флота России.
В 1812 году в составе отряда перевозил войска из передаваемой Турции Анапы. Находился в практическом плавании в Чёрном море с гардемаринами на борту в 1813 году. В 1816 году на борту «Шагин-Гирея» совершил путешествие из Керчи в Таганрог великий князь Николай Павлович.
В 1816—1824 годах перевозил грузы между портами Чёрного моря. С 1819 по 1824 год занимал брандвахтенный пост в Одессе.
В 1825 году «Шагин-Гирей» переоборудован в портовое судно.

## Командиры корвета
В составе российского флота командирами корвета «Шагин-Гирей» в разное время служили:
- маркиз А. И. де Траверсе (1811 год, 1813—1814 годы);
- И. В. Бурхановский (1812 год);
- И. И. Сулима (1816—1819 годы);
- Т. П. Алексеев (1820—1821 годы);
- Г. А. Попандопуло (1822—1823 годы);
- Н. Г. Сатири (1824—1825 годы).

### Комментарии
1. ↑  По юлианскому календарю.